# Bahai in Uganda
La religione Bahá'í in Uganda iniziò a svilupparsi nel 1951 e in quattro anni si era già diffusa in 80 località con oltre 500 fedeli. Nello stesso periodo si sono costituite 13 Assemblee Locali Spirituali in rappresentanza di 30 tribù e sono partiti 9 pionieri bahá'í verso altri paesi dell'Africa.

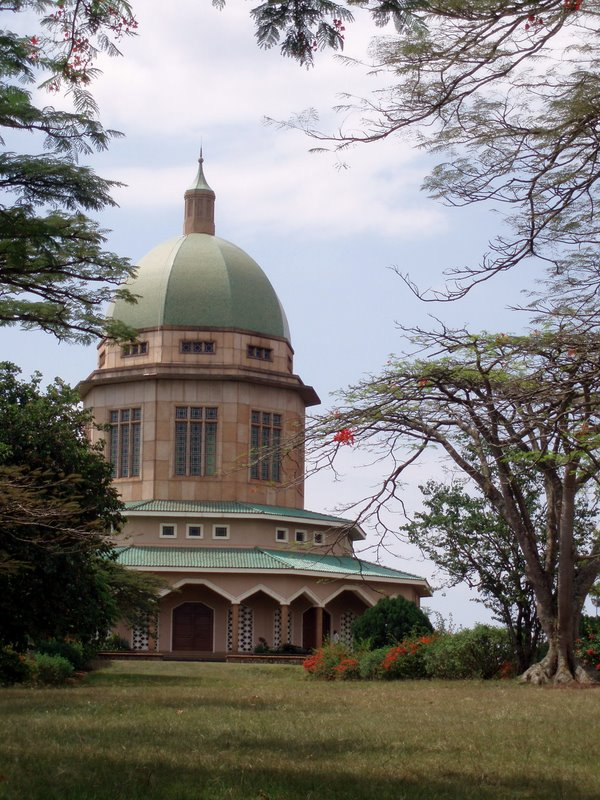
Tempio Bahai di Kampala, Uganda

Durante la dittatura di Idi Amin, nonostante il bando imposto  religione bahá'í, la comunità bahá'í continuò crescere e a impegnarsi  nella promozione del benessere del popolo ugandese. Nelle fasi convulse finali di tale dittatura, mentre Kampala era dilaniata da episodi di guerra e guerriglia, Enoch Olinga e tutta la sua famiglia trovarono la morte, trucidati da un gruppo di guerriglieri sbandati

## Gli inizi
Il 3 agosto 1951 la Mano della Causa Músá Banání con la moglie, Alí Nakhjavani, anch'egli con la moglie e la figlia Bahiyyih, e Philip Hainsworth arrivarono a Kampala come pionieri bahá'í.
Nel dicembre dello stesso anno vi furono i primi due ugandesi, Fred Bigabwa e Chrispin Kajubi, che aderirono alla fede bahá'í ai quali si aggiunse Enoch Olinga, un veterano della seconda guerra mondiale.
La prima Assemblea Spirituale locale Bahai fu eletta nell'aprile 1952 a Kampala: i suoi membri erano Fred Bigabwa, Chrispin Kajubi, Peter Musoke, Enoch Olinga, i coniugi Músá Banání, i coniugi Ali Nakhjavani e Philip Hainsworth.
Nel 1952 Músá Banání fu nominato Mano della Causa; dall'aprile 1953 furono elette 9 Assemblee Locali e nell'ottobre dello stesso anno Enoch Olinga si recò, come pioniere della fede, nel Camerun, ricevendo, per questo, il titolo di Cavaliere di Bahá'u'lláh.

## Lo sviluppo
Negli anni tra il 1950 e il 1960 vi fu un notevole sviluppo nella diffusione della religione bahá'í nell'Africa subsahariana
Nel 1956 Olinga fu eletto presidente dell'Assemblea Spirituale Nazionale della regione del Nord-Ovest  e la comunità bahá'í ugandese passò sotto la Assemblea Nazionale dell'Africa centro-orientale, di cui era presidente Nakhjavani
Agli inizi del 1957 Olinga partecipò alla posa, in Uganda, della prima pietra per la costruzione del primo tempio bahá'í in Africa e nell'autunno fu nominato Mano della Causa.

## Il tempio

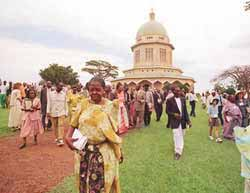
Il tempio di Kampala

Il tempio bahá'í ugandese, inaugurato 13 gennaio 1961, è, attualmente, l'unico in tutta l'Africa e si trova sulla collina Kikaya, nei dintorni di Kampala.
L'edificio è stato progettato da Mason Remey; la cupola di colore verde è ricoperta da piastrelle di origine italiana, le piastrelle che ricoprono i tetti inferiori provengono dal Belgio mentre i pannelli delle pareti e i vetri colorati sono stati portati dalla Germania. I muri esterni sono costruiti in pietra squadrata ugandese, come ugandese è il legno usato per le porte e per le panche.
Il terreno, di oltre 20 ettari, su cui è stato costruito il tempio contiene, oltre al giardino, una casa per gli ospiti e un centro amministrativo.

## La persecuzione
Nel periodo della dittatura di Idi Amin la fede bahá'í e la sua comunità, che era la più ampia dell'Africa, subirono una pesante persecuzione che non ne favorì lo sviluppo: la fede bahai fu bandita dal paese.
Il 16 settembre 1979, nel vivo della guerra ugandese-tanzaniana e con Kampala parzialmente occupata dalle truppe tanzaniane di liberazione, cinque guerriglieri entrarono nella casa di Olinga e lo uccisero assieme a tutta la sua famiglia.
Solo dopo la guerra ugandese-tanzaniana e l'eliminazione della dittatura di Idi Amin fu revocato il bando della fede e iniziò un nuovo periodo di sviluppo per la fede stessa e per la sua comunità.

## La partecipazione
La comunità bahá'í ugandese ha partecipato a numerosi progetti a favore del benessere e dello sviluppo del paese.
Nel 1993 l'Assemblea Spirituale Nazionale pose in essere un progetto di educazione gestionale, uno per la sanità dei lavoratori, uno per la prevenzione delle malattie dell'infanzia, uno per la cura della maternità e uno per l'edilizia popolare.
Successivamente istituì un progetto per la sanità delle acque, per la lotta alla malaria e per l'utilizzo e la diffusione dell'acqua potabile.
Dal 2000 i Bahai hanno partecipato alle iniziative dirette alla salute della famiglia, all'educazione dei bambini, allo sviluppo delle donne, alla lotta contro la violenza sulle donne, alla lotta contro l'AIDS collaborando con organizzazioni governative e non governative.

## I numeri
Durante gli anni 2000-2002 la comunità bahai è cresciuta notevolmente.
Il censimento ufficiale indica in 19.000 il numero dei Bahai ugandesi mentre altre fonti lo indicano tra 66.000 e 105.000.
Circa 300 bahá'í vivono a Kampala.
Nel 2005 statistiche ufficiali americane stimano che Induismo, Ebraismo e Fede Bahá'í sono praticati dal 2% della popolazione.